# قناة تن
قناة تن وهي اختصار لجملة (بالإنجليزية: TEN-Tahrir Egyptian Network) قناة فضائية مصرية خاصة، تبث على القمر الصناعي نايل سات. اشتهرت ببثها للدوري المصري. والبرامج الثقافية.
قناة مصرية الهوى والهوية، تصف نفسها بأنها شاملة وجامعة لكل الآراء والأفكار والتوجهات التنويرية، تقدم إعلاما سماته الموضوعية والمهنية بشكل جذاب ومشوق وفق أحدث التقنيات الفنية وتضم مجموعة من البرامج المتكاملة في الإعلام المصري والعربي ولها خط تحريري مصري وطني عروبي وتهتم بقضايا المجتمع المصري والعربي.

## قناة التحرير
هو الاسم القديم لقناة TeN حيث كانت تسمى قناة التحرير الفضائية  وهي قناة انطلقت عشية تنحي الرئيس حسني مبارك عن رئاسة مصر. وهي قناة مستقلة غير منتمية لأي تيار سياسي أو رجال أعمال.

## البرامج

### البرامج اليومية
صباح الورد
برنامج صباحي منوع يقدم كل مايهم المشاهد المصري بالإضافة إلى فقرات خدمية تخاطب احتياجات المواطن
- يقدم البرنامج:  مها بهنسي -نور الصواف - سمر نعيم
- مدة البرنامج: ساعتان
- مواعيد الإذاعة: من السبت إلى الأربعاء - الساعة التاسعة صباحا

 برنامج بالورقة والقلم
برنامج يسعى لتقديم شكل مختلف في قراءة الصحف المصرية والعربية والأجنبية، بالإضافة لتحليل ما يصدر عن مراكز الأبحاث والدراسات الأجنبية
- يقدم البرنامج: نشأت الديهي
- مدة البرنامج: ساعة
- مواعيد الإذاعة: من السبت إلى الأربعاء - الساعة السادسة مساءً

 برنامج عسل ابيض
يناقش البرنامج الموضوعات التي تهم الأسرة المصرية وعلى رأسها القضايا الاجتماعية بالإضافة إلى الموضوعات الثقافية وعروض الأزياء وتنمية مهارات أفراد الأسرة ويقدم نصائح للحفاظ على الصحة البدنية والنفسية 
- يقدم البرنامج : شيرين حمدي - نرمين شريف - سارة حنفي
- مدة البرنامج: ساعة ونصف
- مواعيد الإذاعة: من الأحد إلى الخميس - الساعة الثالثة عصراً

### البرامج الاسبوعية
المساء مع قصواء
برنامج توك شو ثقافي اجتماعي إنساني يهتم بالكتب والتاريخ والأداب العربية والعالمية والفنون المتنوعة بشكل شمولي متجدد ويقدم الثقافة بشكل مبسط لكل الفئات والتوجهات الفكرية ويحقق في الموضوعات التاريخية والقضايا الأدبية ويستضيف صفوة الكُتاب والأدباء والمثقفين والفنانين من أصحاب الأعمال المؤثرة مجتمعيا وأدبيًا، هو الأول من نوعه في مصر والوطن العربي.
- يقدم البرنامج ورئيس التحرير : قصواء الخلالي.
- مدة البرنامج : ساعتين.
- مواعيد الإذاعة : الجمعة و السبت من كل أسبوع - الساعة الثامنة مساء بتوقيت القاهرة وحتى العاشرة مساء.

العرب في أسبوع
برنامج يعرض أهم ما يدور في العالم العربي من خليجه إلى محيطه من خلال لقاءات مع أهم المتخصصين في مختلف المجالات
- يقدم البرنامج : عبد الرحمن كمال - نوران حسان - سوزان شرارة - محمد الرميحي
- مدة البرنامج : ساعة
- مواعيد الإذاعة: الخميس - الساعة السادسة مساءً بتوقيت مصر

مصر في أسبوع
يعرض البرنامج أهم ما يدور في مصر، ويستعرض أهم الأحداث السياسية والثقافية والاقتصادية والاجتماعية والفنية والرياضية
- يقدم البرنامج: عبد الرحمن كمال - نوران حسان - سوزان شرارة - محمد الرميحي
- مدة البرنامج: ساعة
- مواعيد الإذاعة: الجمعة - الساعة السادسة مساءً بتوقيت مصر

هاشتاج 30
برنامج اجتماعي، يناقش قضايا الفئة العمرية من 25 سنة إلى 35 سنة.
نغم
برنامج يعرض دراسة وثائقية في تاريخ الموسيقى والغناء في مصر، يستضيف عدد من المبدعيين الموسيقيين المعاصرين

### الخدمات الإخبارية

#### عناوين الأخبار
- المدة: دقيقتان
- أوقات الإذاعة: (11 صباحا، 1 ظهرا، 2 ظهرا، 4 عصرا، 6 ، 7 مساءً)

#### مواجيز الاخبار
- المدة: 5 دقائق
- أوقات الإذاعة: (9 صباحا، 12 ظهرا، 3 عصرا )

#### نشرة الاخبار الرئيسية
- المدة: نصف ساعة تليفزيونية
- أوقات الإذاعة: الساعة الخامسة والنصف مساءً

## المذيعون

### البرامج
- عمرو عبد الحميد
- نشأت الديهي
- قصواء الخلالي
- مها بهنسي
- نور الصواف
- سمر نعيم
- شيرين حمدي
- نرمين شريف
- سارة حنفي

### الأخبار
- عبد الرحمن كمال
- نوران حسان
- سوزان شرارة
- محمد الرميحي

## وصلات خارجية
- البث المباشر للقناة